# Caspar Haeusler

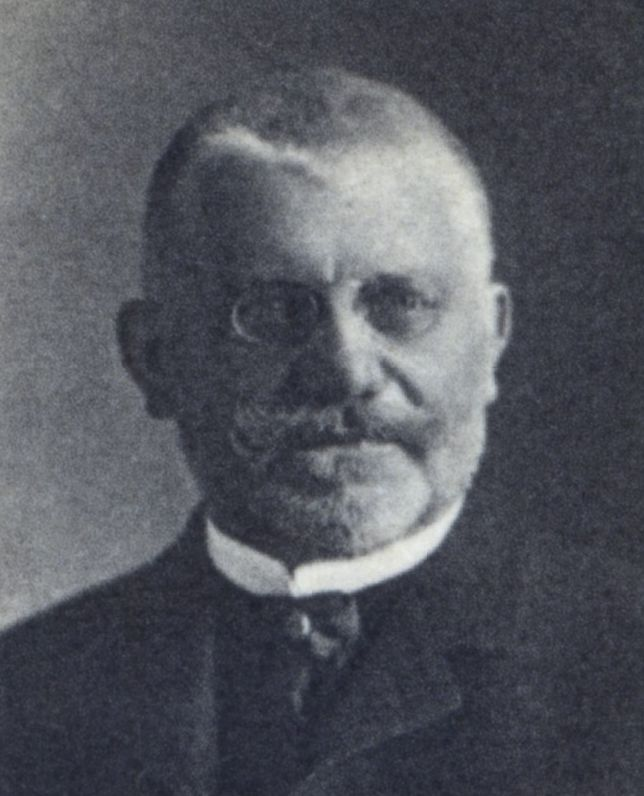
Caspar Haeusler als Reichstagsabgeordneter 1912

Caspar Haeusler (* 8. Februar 1854 in Gemünden; † 21. März 1938 in Fürstenfeldbruck) war Offizier und Mitglied des Deutschen Reichstags.

## Leben
Haeusler war der Sohn eines gleichnamigen Bahnmeisters und besuchte das Realgymnasium Würzburg, die Polytechnische Hochschule München und die Kriegsschule, Artillerie- und Ingenieurschule und Kriegsakademie in München. Er studierte an der Universität München orientalische Sprachen, Staatsrecht und politische Ökonomie. Als Gemeiner nahm er beim 9. Bayerischen Infanterie-Regiment vier Wochen am Krieg 1871 gegen Frankreich teil, hat in der Infanterie, Feld-Artillerie und im Generalstab gedient und wurde 1874 Leutnant, 1887 Hauptmann, 1900 Oberst, 1903 Generalmajor. Er bereiste 1885 und 1886 Russland, die Türkei und Persien, wo ihm das Offizierskreuz des Sonnen- und Löwen-Ordens verliehen wurde.
1889 heiratete er Therese Kester und diente bei einem Besuch des Schahs in Bayern als militärischer Ehrendienst.
Im Zuge einer Auslandsreise nach Polen wurde er bei der Erkundung der russischen Weichsel-Narew-Befestigungen Anfang Oktober 1893 verhaftet und saß bis Weihnachten 1894 als russischer Staatsgefangener im 10. Pavillon der Zitadelle von Warschau. Am 13. Mai 1905 wurde er wegen eines Hüftgelenkleidens als Generalmajor zur Disposition gestellt.
Von 1907 bis 1918 war er Mitglied des Deutschen Reichstags für den Wahlkreis Unterfranken 4 (Neustadt an der Saale, Brückenau, Mellrichstadt, Königshofen, Kissingen) und die Deutsche Zentrumspartei.
Im Mai 1987 errichteten seine Töchter Mirjam und Gabriele Haeusler die Kester-Haeusler-Stiftung, die an ihn erinnern soll.